# Territorialprälatur Caravelí
Die Territorialprälatur Caravelí (lat.: Territorialis Praelatura Caraveliensis) ist eine im Süden Perus gelegene römisch-katholische Territorialprälatur mit Sitz in Caravelí.
Ihr Gebiet umfasst die Provinzen La Unión, Condesuyos, Caravelí und Parinacochas sowie einen Teil der Provinz Lucanas.

## Geschichte
Die Territorialprälatur Caravelí wurde am 21. November 1957 durch Papst Pius XII. mit der Apostolischen Konstitution Quasi mater dulcissima aus Gebietsabtretungen des Erzbistums Arequipa und des Bistums Ayacucho o Huamanga errichtet.

## Prälaten von Caravelí
- Friedrich Kaiser MSC, 21. November 1957 – 25. Mai 1971
- Bernhard Kühnel MSC, 26. Januar 1983 – 18. Juni 2005
- Juan Carlos Vera Plasencia MSC, 18. Juni 2005 – 16. Juli 2014, dann Militärbischof von Peru
- Reinhold Nann, 27. Mai 2017 – 1. Juli 2024
- Sedisvakanz, seit 1. Juli 2024